# Santa Elena (Entre Ríos)
Santa Elena es un municipio del distrito Feliciano del departamento La Paz en la provincia de Entre Ríos, de la República Argentina. El municipio comprende la localidad del mismo nombre y un área rural. Se halla emplazada en la costa oriental del río Paraná.
Pertenece geográficamente a la región mesopotámica y desde el punto de vista económico a la región centro de Argentina. Se accede por dos importantes vías: la Ruta Provincial 48 y la Ruta Nacional n.º 12.

## Municipio
Los asentamientos en la zona que actualmente se conocen como Santa Elena tienen larga data. La zona había sido posesión de distintos terratenientes y emplazamiento para una pequeña industria de yeso a principios del siglo XIX. 
En la segunda mitad de dicho siglo se establecen distintas industrias relacionadas con la actividad pecuaria. Así para fines de 1871 se establece un saladero con mano de obra migrante de la región, que realizaba viajes migratorios en los momentos de faena o desocupación según correspondía. Poco a poco la mano de obra dejó de ser nómada o golondrina y se transformaron en población sedentaria circundante a la planta saladeril dentro de la propiedad privada. Esto continuó así inclusive durante la mitad del siglo XX. 
En 1908 se instalan los Establecimientos Argentinos Bovril (compañía británica) y se industrializa la producción con el extracto de carne que era destinado principalmente a la exportación internacional. La clase proletaria vivía dentro de la propiedad privada empresarial sin derechos políticos constitucionales y con degradantes servicios básicos. Así, la lucha por la autonomía territorial y política se convirtió en una causa de primera orden. 
En 1943, y luego de varios años de reclamo a las autoridades empresariales, la Bovril cede un trazado de vías públicas al gobierno de la provincia entrerriana para la conformación de una junta de gobierno. El traspaso oficial sería el 13 junio de ese año. Dicho traspaso no sucedió porque a principios de ese mes Argentina sufrió su segundo golpe de Estado y los gobiernos provinciales fueron intervenidos federalmente por las fuerzas militares. Ante esto, la constitución de la autonomía política quedó pausada hasta 1949 con la llegada del gobernador Ramón Albariño, segundo gobernador peronista de la provincia.
Mediante la ley n.º 3554 sancionada el 6 de septiembre de 1949 y promulgada el 15 de septiembre de 1949 fue aprobada la creación del municipio de Santa Elena. El municipio de primera categoría fue creado por decreto 422 MGJ del 9 de junio de 1950 y su instalación tuvo lugar el 4 de junio de 1952.
Mediante la ley n.º 10.074 sancionada el 9 de noviembre de 2011 y promulgada el 1 de diciembre de 2011 fue ampliado el ejido del municipio de Santa Elena en el área del Arroyo Quebracho.

## Educación
En la sede de la Facultad de Ciencia y Tecnología, dependiente de la Universidad Autónoma de Entre Ríos, se dictan tres carreras universitarias de forma presencial:
- Tecnicatura Universitaria en Granja y Producción Avícola.
- Tecnicatura Universitaria en Planeamiento Industrial.
- Profesorado de Educación Tecnológica.

Por otro lado, existen dos institutos de educación superior no universitaria: Instituto de Formación Docente "San Antonio de Padua D-230" (Profesorado para la Enseñanza Primaria y profesorado del nivel inicial) y el Instituto de Educación Superior "Santa Elena" (Profesorado en Educación Física; Profesorado de educación secundaria en Biología; Profesorado en Inglés y Profesorado de educación especial con orientación en discapacidad intelectual).
Existe tres escuelas públicas modalidad secundaria , la Escuela N.º 8 de Nivel Medio General Manuel Belgrano, que alberga a unos 700 alumnos y cuenta con tres orientaciones: Ciencias Naturales - Economía y Gestión de las Organizaciones - Humanidades y Ciencias Sociales.
La Escuela provincial de Nivel Medio N.º 14 "Maipú" con su modalidad Arte y Diseño y la Escuela N.º 16 "Juan B. Azopardo" modalidad "Comunicación".
Los colegios católicos de gestión privada son: Instituto D-103 Santa Rosa de Lima - Instituto San Antonio D 61 - Colegio de Enseñanza Técnica Fernando Torres Vilches - Escuela N.º 44 Nuestra Señora de Fátima - Escuela Juan Pablo I - Escuela N.º 135 Ciudad de Adliswil.
Las Escuelas 35 "Claudio Martínez Paiva", 5 Padre Fidel Alberto Olivera ofrecen el Bachiller en Economía y Administración Modalidad Adultos destinado a personas mayores de 18 años.
La Escuela de Educación Agrotécnica N.º 151 EEAT sobre ruta provincial n.º 48 en paraje el Quebracho que alberga alrededor de 200 alumnos con 3 años ciclo básico y 4 años de ciclo orientado entre ellas se destacan materias como Producción de huertas, Producción hortícola y hortalizas, Producción en vivero, Maquinarias agrícolas, Producción porcina y avícola, y Prácticas profesionalizantes en el último año(7°). Los años de la educación abarcan 7 años durante los cuales el alumno de 7° año obtiene el título de Técnico en producción agropecuaria.

## Turismo

### Turismo religioso
La presencia de la Iglesia católica es importante para sus pobladores. Allí, la figura de la emperatriz santa Elena es celebrada el 18 de agosto de cada año con importantes festejos y visitada por miles de fieles durante todo el año.
La presencia de numerosas escuelas e instituciones católicas han acrecentado la devoción del pueblo, pese a los escándalos y quejas contra los últimos dos párrocos, Alfonso Dittler y José Falcón.

### Turismo histórico
El pueblo de Santa Elena se forma al lado del primitivo "Matadero de Yeguarizos" de los hermanos De la Riestra y González. A fines del siglo XIX se instaló el primer saladero y fábrica de extracto de carne de Kemmerich y Giebert (Cía. de Amberes, Bélgica), vendiéndola en 1905 "Establecimientos Argentinos Bovril Ltda." (capitales británicos, con sede en Londres).
La iglesia nueva de Santa Elena es una parroquia católica erguida en el centro de la ciudad frente al anfiteatro sobre las costas del Paraná. En su exterior puede contemplarse la imagen de su santa patrona. El campanario se alza a un lado de la iglesia, en una edificación moderna e independiente.
El frigorífico de Santa Elena está ubicado a la margen del río Paraná, en el departamento La Paz; esta planta fabril tiene su origen en un saladero de ganado yeguarizo instalado en el año 1871 por iniciativa de Eustaquio de la Riestra, su hermano Roberto y Federico González, suscribiéndose el acuerdo comercial el día 2 de octubre (fecha que luego se utilizó para establecer la fundación de la ciudad). En 1880 el saladero fue adquirido por la firma Kemmerich y Cía. dirigida por el Dr. Eduardo Kemerich, quien había dirigido la "Liebig´s Extract of Meat Company Limited"-, junto a su cuñado Walther Giebert  y tomó el nombre de Santa Elena, en homenaje a Elena Giebert. Alrededor de esa fuente de trabajo, surgió el pueblo, en su mayoría obreros del norte entrerriano (La Paz, Federal, San José de Feliciano) y del sur de Corrientes (especialmente de Sauce). En 1908, la sociedad se vende a “Establecimientos Bovril Limitada”, (compañía británica con sede en Londres), y es en esta época en que el frigorífico se convierte en uno más modernos y equipados del país. Desde esta factoría se proveía con extracto de carne, cortes congelados y conservas a la Mancomunidad Británica de Naciones.
La población de Santa Elena crece dependiendo económica y socialmente del frigorífico. Fue recién en 1951 que la comunidad santaelenense se organiza institucionalmente creando su primer gobierno municipal, con don Enrique Renaud como su primer intendente. Ese mismo año parte de los campos adyacentes se venden al gobierno provincial y la planta urbana al municipio. 
En 1972 la compañía británica decide vender el establecimiento fabril, por lo que el frigorífico pasa a manos un conglomerado empresarial bajo la denominación SAFRA (Sociedad Anónima de Frigoríficos Regionales Argentinos). Merced a diversos inconvenientes de gestión de los empresarios argentinos y ante la posibilidad de derivar en el cierre de la planta fabril, el estado provincial se hace cargo durante el gobierno del Dr. Sergio Alberto Montiel (1983-1987) y luego tiene continuidad en el gobierno del Dr. Jorge Pedro Busti (1987-1991) hasta su privatización en 1991 a la firma Euromarche, siguiendo activo con una importante merma en la plantilla laboral y su volumen de faena y producción, derivando en su cierre en el año 1992.
La influencia británica en su periferia urbana es notable, presentando un conjunto articulado de construcciones de uso habitacional denominados "cuarteles"; de uso comercial (tales como el hotel para empleados y viajantes), y negocios de abastos, la oficina de correos, la comisaría, la biblioteca popular, y viviendas para personal de nivel jerárquicos medios.
Sobresale en la planta fabril la alta chimenea y el barrio del personal técnico, jerárquico y gerencial denominado "Barrio Inglés" emplazado en el sector sur al lado el cual se desarrolló el predio deportivo del Club "Stelna", en donde se practicaba golf, tenis, esgrima y básquet, contando con un amplio espacio verde.

### Carnavales
Con 4 comparsas: Babiyú (Primera comparsa en Entre Ríos - 1974), Porasí, Emperatriz e Itá Porá, son los más importantes del norte de la provincia. Normalmente dan comienzo durante la segunda mitad de enero y concluye con el feriado de carnaval, siendo estas fechas las más importantes para el turismo de la ciudad.

### Campingmunicipal
Predio de playas de arenas casi blancas rodeado por barrancas sobre las costas del río Paraná. 

### Golf
- Cancha de 9 hoyos del "Santa Elena Golf Club".

Ya que está a orillas del río Paraná (uno de los ríos más grande de Argentina) hay diferentes fiestas regionales como:

### Pesca
- Fiesta Regional de Pesca Variada, en agosto.
- Fiesta provincial y Nacional del Armado Entrerriano, en noviembre.

#### Pesqueros
- Arroyo Verde, Arroyo Seco, Boca del Correntoso, Boca del Carayá, Laguna la Boya, La Boca del Tigre, los Bretes, Piedra Mora, Pedreal, Pedregal y Puerto Buey.

## Puerto de Santa Elena
Es un puerto desactivado, a poca distancia al sur del puerto de La Paz (Entre Ríos).

## Cultos
Parroquias de la Iglesia Católica 
| Arquidiócesis | Paraná      |
| ------------- | ----------- |
| Parroquia     | Santa Elena |

Además, hay presencia de numerosas congregaciones protestantes en sus múltiples vertientes.

## Celebridades
- Willy Caballero nació aquí.
- Ismael Blanco nació aquí.
- El papu nació aquí